# CHU - Eurasanté (métro de Lille)
CHU - Eurasanté  est une station de métro française de la ligne 1 du métro de Lille. Elle permet de rejoindre le centre hospitalier régional universitaire de Lille.
Inaugurée le 2 mai 1984 sous le nom « CHR B-Calmette », elle change d’appellation en mars 2017.

## Situation
La station permet de desservir le quartier de Lille-Sud à Lille, ainsi que le Centre Hospitalier Régional Universitaire de Lille.

## Histoire
La station est inaugurée le 2 mai 1984, lors du prolongement vers cette dernière station.
Dans le cadre du doublement des rames prévu par la Métropole, la station a subi des travaux permettant d'accueillir ces nouvelles rames et le flux de voyageurs qui en découlera. Les portiques de validation ont également été installés.

## Service aux voyageurs

### Accueil et accès
CHU - Eurasanté est située rue du Professeur-Laguesse. Station aérienne, elle dispose de deux accès et est bâtie sur deux niveaux : le niveau de surface (entrée, accès ascenseur, vente et compostage des billets) et le niveau aérien (voies centrales et quais opposés).

### Intermodalité
Une station V'Lille est présente à proximité de la station. Un parking relais gardienné en journée et d'une capacité de 250 places est situé à proximité de la station. Ce parking est uniquement accessible avec un titre de transport Ilévia. Un abri vélo sécurisé est également implanté.
La station est desservie par les lignes L2, L92, 55, 58, Citadine de Lille, CO1 et CO3, 916, 931, 934 et les lignes sur réservation 21R et 25R du réseau Ilévia. Elle est également desservie par les lignes 879 et 882 du réseau interurbain Arc-en-Ciel 2.

## À proximité
(mars 2017).
- Groupe Scolaire Ferdinand Buisson, primaire et maternelle
- Unité de décontamination médicale
- Hôpital Cardiologique - (avec Urgences Cardiologiques)
- Hôpital Roger Salengro - (avec Service des Urgences)
- Bayer Pharmaceutique - Site de Loos Lez Lille
- Hôpital Albert Calmette
- Facultés de Médecine, d'Ingénierie de la santé (ILIS) et de Pharmacie de l'université de Lille
- Locaux du SAMU 59 Lille
- Hôpital Jeanne de Flandre
- Pôle Eurasanté Est et Ouest
- Nouvelle piscine de Lille - Sud
- Service généraux du CHRU
- Quartier Lille Sud